# José Pascual de Zayas y Chacón
José Pascual de Zayas y Chacón (L'Havana (Cuba), 5 de juny, 1772 - Xiclana de la Frontera (Espanya), 27 d'octubre, 1827) va ser un destacat militar espanyol, sobretot a la Guerra del Francès.

## Biografia
Va ingressar molt jove com a cadet al Regiment d'Astúries, i trobant-se a Ceuta el 1790 va estar a punt de morir al terratrèmol ocorregut en aquella població. Va lluitar després al Rosselló contra els francesos, i el 1805 va servir a Toscana a les ordres del general O'Farril. El 1806 va ser comissionat per la Societat de Patriotes Espanyols per anar a assabentar a Ferran VII del que es tramava contra ell, i tornat a Espanya es va trobar en gairebé totes les accions importants d'aquesta campanya.
A les ordres de De la Cuesta va fer prodigis de valor, especialment a les batalles de Talavera i d'Ocaña.
El 1809 es va batre a Extremadura en les accions de Tablas de Ibar i Puente de Almazas, pujant a general de brigada a la de Medellin. Després, al capdavant de 2.000 homes de l'exèrcit de València, va sortir la trobada del general Armagnac i, amb menys forces, el va fer retrocedir fins a Utiel; va prendre part principalíssima a la batalla d'Albuera, en què va fer a l'enemic 800 presoners i va obtenir l'ascens a general de divisió. Va lluitar després a Niebla contra Soult, amb el mateix èxit que a Chiclana, a la regió muntanyenca de Ronda, etc.
El 1811, a les ordres de Blake, va passar a Múrcia, amenaçada per Souchet, va recuperar la ciutat de Conca, va rebutjar a Mistalta la divisió de Polouville i es va replegar després sobre València, on es va trobar acorralat l'exèrcit espanyol. Fet presoner, va ser conduït al castell de Vicennes i allà, amb Palafox, Zarco del Valle i un altre, va passar dos anys patint calamitats, que li van portar la malaltia de la gota, de la qual havia de morir. Posat en llibertat el 1814, va passar a Valencey on el rei li ordenà que el precedís per anunciar-lo a les Corts i el 16 de març va arribar a Girona, caserna general aleshores, sortint després per a Madrid, on va ser acollit amb alegria, tant per com s'apreciava el seu nom com per la carta que era portador. Ascendit poc després a tinent general, va ser nomenat virrei del Perú, càrrec que va renunciar, continuant a Madrid fins a 1820, en què es va jurar de nou la Constitució. El 1822 fou elegit diputat a Corts per l'Havana, i al Parlament va defensar amb zel els interessos d'aquella illa. Á la caiguda del sistema constitucional, i quan la Cort es va traslladar a Sevilla, va quedar a Madrid com a capità general, tenint a les seves ordres només alguns batallons per fer respectar l'ordre i contenir les torbes mentre arribava l'exèrcit invasor del duc d'Angulema.
La seva intervenció en aquell fet ha estat molt discutida, per la qual cosa procurarem referir-ho aquí tan imparcialment com sigui possible. Convençut que no es podia fer altra cosa, el general Zayas, amb l'Ajuntament de Madrid, es va afanyar a capitular el 19 de maig de 1823. I aquell mateix dia es va començar a notar als barris baixos certa sinistra agitació, que la intervenció enèrgica de la força pública va reprimir, però l'endemà grups de xispers i manolos armats de garrots recorrien els carrers amb actitud amenaçadora. En aquesta situació va rebre Zayas un ofici del famós aventurer francès Bessières, abans republicà o furibund, cap de facciosos realistes després, manifestant-li la seva resolució d'entrar el primer a Madrid amb la seva gent com a avantguarda de l'exèrcit estranger; Zayas li contestà que tenia pactat un conveni amb el príncep francès i que si no s'atenia a ell el rebutjaria per la força. Però Bessières no en va fer cas i es va presentar amb els seus a les portes de la capital i encara va arribar a penetrar als seus carrers acompanyat de les famolenques i desmoralitzades torbes. Zayas, que havia col·locat convenientment les seves forces de tropa i de nacionals, va carregar contra els facciosos, rebutjant-los fins al Retiro, d'on van ser desallotjats a la baioneta pels granaders de Guadalajara, deixant 700 presoners i gran nombre de morts i ferits.
Posats per Zayas aquests fets en coneixement del general francès, el va instar que afanyés la seva entrada a Madrid, cosa que va fer el 23 de maig, al mateix temps que Zayas i els seus, sortien pel costat oposat. El general es va refugiar a Màlaga i després de la capitulació de Cadis va demanar el seu retir per a Chiclana, morint quan el Govern ja havia tornat els seus empleos i honors, però abans que la notícia arribés fins a ell.
Morí d'un atac cardíac, a Chiclana, el 27 d'octubre de 1827. Es va casar a Espanya amb Maria de Jesús Landa, natural de Xile, amb qui va tenir una filla, Maria de la Concepció de Zayas i Landa.